# 52ª edizione degli NAACP Image Award
La 52ª edizione degli NAACP Image Award si è tenuta il 27 marzo 2021 al Pasadena Convention Center di Pasadena e ha premiato le migliori personalità nel campo cinematografico, televisivo, musicale e letterario del 2020. La cerimonia è stata trasmessa dalla tv via cavo BET e in simulcast sui canali della ViacomCBS (CBS, BET Her, VH1, MTV, MTV2 e Logo TV).
Alcune categorie sono state premiate tra il 22 e il 26 marzo 2021 attraverso una serie di cerimonie trasmesse via webcast e presentate da Nischelle Turner.
Le candidature sono state annunciate il 2 febbraio 2021 da Anika Noni-Rose, Chloe Bailey, Erika Alexander, Nicco Annan e TC Carson attraverso la pagina ufficiale Instagram degli NAACP Image Award.
In questa edizione, Netflix ha ricevuto un totale di 48 nomination per le categorie riguardanti la televisione e il cinema, seguita dalla HBO con 25 nomination; 6 candidature sono andate a Beyoncé nella sezione Musica, mentre la HarperCollins guida la categoria Letteratura con 9 candidature. Il film con il più alto numero di candidature è il film musicale Jingle Jangle - Un'avventura natalizia (Jingle Jangle: A Christmas Journey) con 10 nomination.
Il 22 marzo 2021 sono stati rivelati i vincitori per la letteratura, insieme a quelli per i migliori documentari cinematografici e televisivi e i relativi registi e sceneggiatori. Il 23 marzo 2021, sono state premiate alcune sezioni di Cinema e Televisione, tra cui la regia, la sceneggiatura e i cortometraggi.
Il 25 marzo 2021 è stata premiata la sezione Musica. Beyoncé ha ricevuto 4 statuette tra cui miglior artista femminile e miglior video musicale.
Il 24 e il 26 marzo 2021 sono stati consegnati altri premi per la TV e il cinema. Tra questi Power Book II: Ghost e Insecure sono stati premiati rispettivamente come miglior serie drammatica e miglior commedia. La miniserie Self-made: la vita di Madam C.J. Walker ha vinto tre premi (miglior miniserie, miglior attore a Blair Underwood e miglior attrice a Octavia Spencer). Per il cinema Soul ha vinto come miglior film d'animazione, mentre Chadwick Boseman ha ricevuto due premi postumi, sia come miglior attore non protagonista per Da 5 Bloods - Come fratelli, sia  come attore protagonista per Ma Rainey's Black Bottom.

## Cinema

### Film

#### Miglior film
- Bad Boys for Life, regia di Adil El Arbi e Bilall Fallah
- Da 5 Bloods - Come fratelli (Da 5 Bloods), regia di Spike Lee
- Jingle Jangle - Un'avventura natalizia (Jingle Jangle: A Christmas Journey), regia di David E. Talbert
- Ma Rainey's Black Bottom, regia di George C. Wolfe
- Quella notte a Miami... (One night in Miami...), regia di Regina King

#### Miglior film indipendente
- The Banker, regia di George Nolfi
- Emperor, regia di Mark Amin
- Farewell Amor, regia di Ekwa Msangi
- Miss Juneteenth, regia di Channing Godfrey Peoples
- The 24th, regia di Kevin Willmott

#### Miglior film documentario
- John Lewis: Good Trouble, regia di Dawn Porter
- All In: The Fight For Democracy, regia di Liz Garbus e Lisa Cortés
- Coded Bias, regia di Shalini Kantayya
- Mr. Soul!, regia di Melissa Haizlip
- On the Record, regia di Kirby Dick e Amy Ziering

#### Miglior film internazionale
- La nuit des rois, regia di Philippe Lacôte • Francia
- Ainu Mosir, regia di Takeshi Fukunaga • Giappone
- His House, regia di Remi Weekes • USA
- The Last Tree, regia di Shola Amoo • Regno Unito
- La vita davanti a sé (The Life Ahead), regia di Edoardo Ponti • Italia

#### Miglior film d'animazione
- Soul, regia di Pete Docter e Kemp Powers
- Onward - Oltre la magia (Onward), regia di Dan Scalon
- Over the Moon - Il fantastico mondo di Lunaria (Over the Moon), regia di Glen Keane
- Scooby! (Scoob!), regia di Tony Cervone
- Trolls World Tour, regia di Walt Dohrn e David P. Smith

#### Miglior cortometraggio
- Black Boy Joy
- Baldwin Beauty
- Gets Good Light
- Home
- & Mrs. Ellis

#### Miglior cortometraggio animato
- Canvas
- Cops and Robbers
- Loop
- The Power of Hope
- Windup

### Recitazione

#### Migliore attore protagonista
- Chadwick Boseman – Ma Rainey's Black Bottom
- Delroy Lindo – Da 5 Bloods - Come fratelli (Da 5 Bloods)
- Anthony Mackie– The Banker
- Will Smith – Bad Boys for Life
- Forest Whitaker – Jingle Jangle - Un'avventura natalizia (Jingle Jangle: A Christmas Journey)

#### Migliore attrice protagonista
- Viola Davis – Ma Rainey's Black Bottom
- Tracee Ellis Ross – L'assistente della star (The High Note)
- Madalen Mills – Jingle Jangle - Un'avventura natalizia (Jingle Jangle: A Christmas Journey)
- Janelle Monáe – Antebellum
- Issa Rae – The Photograph - Gli scatti di mia madre (The Photograph)

#### Migliore attore non protagonista
- Chadwick Boseman – Da 5 Bloods - Come fratelli (Da 5 Bloods)
- Colman Domingo – Ma Rainey's Black Bottom
- Aldis Hodge – Quella notte a Miami... (One night in Miami...)
- Clarke Peters – Da 5 Bloods - Come fratelli (Da 5 Bloods)
- Glynn Turman – Ma Rainey's Black Bottom

#### Migliore attrice non protagonista
- Phylicia Rashād – Jingle Jangle - Un'avventura natalizia (Jingle Jangle: A Christmas Journey)
- Nia Long – The Banker
- Anika Noni Rose – Jingle Jangle - Un'avventura natalizia (Jingle Jangle: A Christmas Journey)
- Taylour Paige – Ma Rainey's Black Bottom
- Gabourey Sidibe – Antebellum

#### Miglior ruolo fondamentale
- Madalen Mills – Jingle Jangle - Un'avventura natalizia (Jingle Jangle: A Christmas Journey)
- Jahzir Bruno – Le streghe (The Witches)
- Jahi Di'Allo Winston – Charm City Kings
- Dominique Fishback – Project Power
- Dayo Okeniyi – Emperor

#### Miglior cast
- Ma Rainey's Black Bottom
- The Banker
- Da 5 Bloods - Come fratelli (Da 5 Bloods)
- Jingle Jangle - Un'avventura natalizia (Jingle Jangle: A Christmas Journey)
- Soul

### Regia e sceneggiatura

#### Migliore regia
- Gina Prince-Bythewood – The Old Guard
- Radha Blank – The Forty-Year-Old Version
- Regina King – Quella notte a Miami... (One night in Miami...)
- David E. Talbert – Jingle Jangle - Un'avventura natalizia (Jingle Jangle: A Christmas Journey)
- George C. Wolfe – Ma Rainey's Black Bottom

#### Migliore regia per un documentario[10]
- Keith McQuirter – By Whatever Means Necessary: The Times of Godfather of Harlem
- Muta'Ali – Yusuf Hawkins: Storm Over Brooklyn
- Sam Pollard e Maro Chermayeff – Atlanta's Missing and Murdered: The Lost Children per gli episodi 1 e 2
- Yoruba Richen – The Sit-In: Harry Belafonte Hosts the Tonight Show
- Simcha Jacobovici – Enslaved: The Lost History of the Transatlantic Slave Trade

#### Miglior sceneggiatura
- Radha Blank – The Forty-Year-Old Version
- Lee Isaac Chung – Minari
- Pete Docter, Kemp Powers, Mike Jones – Soul
- Kemp Powers – Quella notte a Miami... (One night in Miami...)
- David E. Talbert – Jingle Jangle - Un'avventura natalizia (Jingle Jangle: A Christmas Journey)

#### Miglior sceneggiatura per un documentario
- Melissa Haizlip – Mr. Soul!
- Deirdre Butcher, Tracey Uy e Nile Cone – The Beat Don't Stop
- Mary Mazzio – A Most Beautiful Thing
- Yoruba Richen, Elia Gasull Balada e Valerie Thomas – The Sit-In: Harry Belafonte Hosts the Tonight Show
- Royal Kennedy Rodgers – Hollywood's Architect: The Paul R. Williams Story

## Televisione

### Programmi televisivi

#### Miglior serie drammatica
- Power Book II: Ghost
- All Rise
- Bridgerton
- Lovecraft Country - La terra dei demoni (Lovecraft Country)
- This Is Us

#### Miglior serie commedia
- Insecure
- blackAF
- Black-ish
- Grown-ish
- The Last O.G.

#### Miglior serie drammatica speciale, miniserie o film televisivo
- Self-made: la vita di Madam C.J. Walker (Self Made: Inspired by the Life of Madam C.J. Walker)
- The Clark Sisters: First Ladies of Gospel
- Hamilton
- Sylvie's Love
- Tanti piccoli fuochi (Little Fires Everywhere)

#### Miglior documentario per la televisione
- The Last Dance, regia di AA. VV.
- And She Could Be Next (episodio 2), regia di Grace Lee & Marjan Safinia
- Black Love, regia di Codie Elaine Oliver
- Enslaved: The Lost History of the Transatlantic Slave Trade, regia di AA. VV.
- Unsung, regia di AA. VV.

#### Miglior programma per bambini
- La famiglia McKellan (Family Reunion)
- A casa di Raven (Raven's Home)
- Bookmarks: Celebrating Black Voices
- Craig (Craig of the Creek)
- We Are the Dream: The Kids of the Oakland MLK Oratorical

#### Miglior talk show
- Red Table Talk
- The Daily Show with Trevor Noah
- The Oprah Conversation
- The Shop: Uninteruppted
- The Tamron Hall Show

#### Miglior reality, competition o game show
- Celebrity Family Feud
- Iyanla: Fix My Life
- Shark Tank
- United Shades of America
- Voices of Fire

#### Miglior programma di intrattenimento - Serie o speciale
- Verzuz
- 8:46
- Black Is King
- The Fresh Prince of Bel-Air Reunion
- Yvonne Orji: Momma I Made It!

#### Miglior programma di informazione - Serie o speciale
- The New York Times Presents "The Killing of Breonna Taylor"
- AM Joy: Remembering John Lewis Special
- Desus & Mero: The Obama Interview
- The Color of COVID
- The ReidOut

#### Miglior serie d'animazione
- Dottoressa Peluche (Doc McStuffins)
- Big Mouth
- Central Park
- She-Ra e le principesse guerriere (She-Ra and the Princesses of Power)
- Star Trek: Lower Decks

#### Miglior cortometraggio drammatico o commedia
- #FreeRayshawn
- CripTales
- Lazor Wulf
- Mapleworth Murders
- Sincerely, Camille

#### Miglior cortometraggio - Reality/Non-fiction
- Between The Scenes - The Daily Show
- American Masters - Unladylike2020
- Benedict Men
- In the Making
- Inspire Change Series

### Recitazione e conduzione

#### Miglior attore protagonista in una serie drammatica
- Regé-Jean Page – Bridgerton
- Nicco Annan – P-Valley
- Sterling K. Brown – This Is Us
- Keith David – Greenleaf
- Jonathan Majors – Lovecraft Country - La terra dei demoni (Lovecraft Country)

#### Miglior attrice protagonista in una serie drammatica
- Viola Davis – Le regole del delitto perfetto (How to Get Away with Murder)
- Angela Bassett – 9-1-1
- Brandee Evans – P-Valley
- Simone Missick – All Rise
- Jurnee Smollett – Lovecraft Country - La terra dei demoni (Lovecraft Country)

#### Miglior attore protagonista in una serie commedia
- Anthony Anderson – Black-ish
- Cedric the Entertainer – The Neighborhood
- Don Cheadle – Black Monday
- Idris Elba – In the Long Run
- Tracy Morgan – The Last O.G.

#### Miglior attrice protagonista in una serie commedia
- Issa Rae – Insecure
- Tracee Ellis Ross – Black-ish
- Regina Hall – Black Monday
- Folake Olowofoyeku – Bob Hearts Abishola
- Yara Shahidi – Grown-ish

#### Miglior attore protagonista in una serie drammatica speciale, serie limitata o film televisivo
- Blair Underwood – Self-made: la vita di Madam C.J. Walker (Self Made: Inspired by the Life of Madam C.J. Walker)
- Chris Rock – Fargo
- Daveed Diggs – Hamilton
- Leslie Odom Jr. – Hamilton
- Nnamdi Asomugha – Sylvie's Love

#### Miglior attrice protagonista in una serie drammatica speciale, serie limitata o film televisivo
- Octavia Spencer – Self-made: la vita di Madam C.J. Walker (Self Made: Inspired by the Life of Madam C.J. Walker)
- Aunjanue Ellis – The Clark Sisters: First Ladies of Gospel
- Kerry Washington – Tanti piccoli fuochi (Little Fires Everywhere)
- Michaela Coel – I May Destroy You
- Tessa Thompson – Sylvie's Love

#### Miglior attore non protagonista in una serie drammatica
- Cliff "Method Man" Smith – Power Book II: Ghost
- Delroy Lindo – The Good Fight
- J. Alphonse Nicholson – P-Valley
- Michael Kenneth Williams – Lovecraft Country - La terra dei demoni (Lovecraft Country)
- Jeffrey Wright – Westworld - Dove tutto è concesso (Westworld)

#### Miglior attrice non protagonista in una serie drammatica
- Mary J. Blige – Power Book II: Ghost
- Adjoa Andoh – Bridgerton
- Aunjanue Ellis – Lovecraft Country - La terra dei demoni (Lovecraft Country)
- Susan Kelechi Watson – This Is us
- Lynn Whitfield – Greenleaf

#### Miglior attore non protagonista in una serie commedia
- Deon Cole – Black-ish
- Andre Braugher – Brooklyn Nine-Nine
- Jay Ellis – Insecure
- Laurence Fishburne – Black-ish
- Kenan Thompson – Saturday Night Live

#### Miglior attrice non protagonista in una serie commedia
- Marsai Martin – Black-ish
- Tichina Arnold – The Neighborhood
- Jennifer Lewis – Black-ish
- Yvonne Orji – Insecure
- Natasha Rothwell – Insecure

#### Miglior attore o attrice giovane in una serie, miniserie o film televisivo
- Marsai Martin – Black-ish
- Miles Brown – Black-ish
- Alex R. Hibbert – The Chi
- Lyric Ross – This Is Us
- Lexi Underwood – Tanti piccoli fuochi (Little Fires Everywhere)

#### Miglior attore o attrice ospite
- Loretta Devine – P-Valley
- Dave Chappelle – Saturday Night Live
- Issa Rae – Saturday Night Live
- Chris Rock – Saturday Night Live
- Courtney B. Vance – Lovecraft Country - La terra dei demoni (Lovecraft Country)

#### Miglior conduttore o conduttrice di un talk show o programma di informazione - Serie o speciale
- Trevor Noah – The Daily Show with Trevor Noah
- LeBron James – The Shop: Uninterrupted
- Don Lemon – CNN Tonight with Don Lemon
- Jada Pinkett Smith – Red Table Talk
- Joy Reid – The ReidOut

#### Miglior conduttore o conduttrice di un talk show, reality, competition show, game show o altro programma di intrattenimento - Serie o speciale
- Steve Harvey – Family Feud
- W. Kamau Bell – United Shades of America with W. Kamau Bell
- Alfonso Ribeiro – America's Funniest Home Videos
- RuPaul – RuPaul's Drag Race
- Iyanla Vanzant – Iyanla: Fix My Life

### Regia

#### Miglior regia per una serie drammatica
- Hanelle Culpepper – Star Trek: Picard per l'episodio Ricordi (Remembrance)
- Cheryl Dunye – Lovecraft Country - La terra dei demoni (Lovecraft Country) per l'episodio Lo strano caso (Strange Case)
- Misha Green – Lovecraft Country - La terra dei demoni (Lovecraft Country) per l'episodio Jig-A-Bobo
- Steve McQueen – Small Axe per la puntata Mangrove
- Nzingha Stewart – Tanti piccoli fuochi (Little Fires Everywhere) per la puntata The Uncanny

#### Miglior regia per una serie commedia
- Anya Adams – Black-ish per l'episodio Hair Day
- Kabir Akhtar – Non ho mai... (Never Have I Ever) per l'episodio Non ho mai fatto scoppiare una guerra nucleare (... started a nuclear war)
- Michaela Coel e Sam Miller – I May Destroy You per l'episodio Ego Death
- Aurora Guerrero – Little America per l'episodio The Jaguar
- Eric Dean Seaton – Black-ish per l'episodio Our Wedding Dre

#### Miglior regia per un film televisivo
- Eugene Ashe – Sylvie's Love
- Emmanuel Adeji, Blitz Bazawule, Beyoncé e Kwasi Fordjour – Black Is King
- Kamilah Forbes – Between The World And Me
- Alan Muraoka e Chuck Vinson – The Power of We: A Sesame Street Special
- Christine Swanson – The Clark Sisters: First Ladies of Gospel

### Sceneggiatura

#### Miglior sceneggiatura per una serie drammatica
- Attica Locke – Tanti piccoli fuochi (Little Fires Everywhere) per la puntata The Spider Web
- Sara Bareilles, Jessica Lamour e Jessie Nelson – Little Voice per l'episodio Love Hurts
- Tanya Barfield – Mrs. America per la puntata Shirley
- Katori Hall – P-Valley per l'episodio Perpetratin'
- Erika L. Johnson e Mark Richard – The Good Lord Bird - La storia di John Brown (The Good Lord Bird) per la puntata Vai in pace (A Wicked Plot)

#### Miglior sceneggiatura per una serie commedia
- Michaela Coel – I May Destroy You per l'episodio Ego Death
- Lee Eisenberg, Emily V. Gordon e Kumail Nanjiani – Little America per l'episodio The Rock
- Lang Fisher e Mindy Kaling – Non ho mai... (Never Have I Ever) per l'episodio pilota (Pilot)
- Rajiv Joseph – Little America per l'episodio The Manager
- Issa Rae – Insecure per l'episodio Lowkey Feelin' Myself

#### Miglior sceneggiatura per un film televisivo
- Geri Cole – The Power of We: A Sesame Street Special
- Eugene Ashe – Sylvie's Love
- D. Rodney Carter, Emily Goldwyn, Rob Haze, Will Miles, Diallo Riddle, Bashir Salahuddin, Zuri Salahuddin, Bennett Webber e Evan Williams  – Sherman's Showcase Black History Month Spectacular
- Sylvia L. Jones e Camille Tucker – The Clark Sisters: First Ladies of Gospel
- Lin-Manuel Miranda – Hamilton

## Musica

### Miglior artista maschile
- Drake
- Big Sean
- Black Thought
- Charlie Wilson
- John Legend

### Miglior artista femminile
- Beyoncé
- H.E.R.
- Jazmine Sullivan
- Ledisi
- Alicia Keys

### Miglior artista emergente
- Doja Cat – Say So
- Chika – High Rises
- D Smoke – Black Habits
- Giveon – When It's All Said and Done
- Skip Marley – Higher Place

### Miglior duo, gruppo o collaborazione - Traditional
- Chloe x Halle – Wonder What She Thinks of Me
- Alicia Keys feat. Jill Scott – Jill Scott
- Jimmy Jam & Terry Lewis feat. Babyface – He Don't Know Nothin' Bout It
- Kem feat. Toni Braxton – Live Out Your Love
- Ledisi e PJ Morton – Anything For You

### Miglior duo, gruppo o collaborazione - Contemporary
- Megan Thee Stallion feat. Beyoncé – Savage
- Alicia Keys feat. Khalid – So Done
- Big Sean feat. Nipsey Hussle – Deep Reverence
- Chloe x Halle – Do It
- Jhené Aiko feat. H.E.R. – B.S.

### Miglior album
- Chilombo – Jhené Aiko
- Alicia – Alicia Keys
- B7– Brandy Norwood
- Bigger Love – John Legend
- The Wild Card – Ledisi

### Miglior album jazz strumentale
- Music From and Inspired By Soul – Jon Batiste
- Be Water– Christian Sands
- Omega – Immanuel Wilkins
- Reciprocity – George Burton
- The Iconoclast– Barry Stephenson

### Miglior album jazz vocale
- Holy Room - Live at Alte Oper – Somi
- Donny Duke and Wonder – Nathan Mitchell
- Pulling Off The Covers – Mike Phillips
- Stronger – Jeff Bradshaw
- The Eddy (from the Netflix Original Series) – Artisti vari

### Miglior album gospel
- The Return – The Clark Sisters
- Chosen Vessel – Marvin Sapp
- Gospel According to John – PJ Morton
- I Am– Koryn Hawthorne
- Kierra– Kierra Sheard

### Miglior canzone soul/R&B
- Do It – Chloe x Halle
- I Can't Breathe – H.E.R.
- Anything For You – Ledisi
- B.S. – Jhené Aiko  feat. H.E.R.
- Black Parade – Beyoncé

### Miglior canzone Hip Hop/Rap
- Savage – Megan Thee Stallion feat. Beyoncé
- Deep Reverence – Big Sean feat. Nipsey Hussle
- Cool Off – Missy Elliott
- Laugh Now Cry Later – Drake feat. Lil Durk
- Life Is Good – Future feat. Drake

### Miglior canzone gospel
- Touch from You – Tamela Mann
- All in His Plan – PJ Morton
- Never Lost – CeCe Winans
- Something Has To Break – Kierra  Sheard feat. Tasha Cobbs Leonard
- Strong God – Kirk Franklin

### Miglior canzone internazionale
- Lockdown – Original Koffee
- Blessed – Buju Banton
- Pressure (Remix) – Original Koffee feat. Buju Banton
- Tanana – Davido feat. Tiwa Savage
- Temptation – Tiwa Savage

### Miglior video musicale o visual album
- Brown Skin Girl – Beyoncé, Wizkid, Saint Jhn, Blue Ivy Carter
- I Can't Breathe – H.E.R.
- Anything For You – Ledisi
- Black Is King – Beyoncé
- Do It – Chloe x Halle

### Miglior colonna sonora o compilation
- Soul Original Motion Picture Soundtrack – Trent Reznor, Atticus Ross, Jon Batiste e Tom McDougall
- Ma Rainey's Black Bottom (Music from the Netflix Film) – Branford Marsalis
- Insecure (Music from the HBO Original Series) – Artisti vari
- Jingle Jangle: A Christmas Journey (Music from the Netflix Original Film) – Artisti vari
- The First Ladies of Gospel: The Clark Sisters Biopic Soundtrack – Donald Lawrence

### Miglior produttore dell'anno
- Hit-Boy
- Donald Lawrence
- Jathan Wilson
- Sean Keys
- TM88

## Letteratura

### Miglior opera letteraria di narrativa
- The Awkward Black Man – Walter Mosley
- Black Bottom Saints – Alice Randall
- Lakewood – Megan Giddings
- Riot Baby – Tochi Onyebuchi
- The Vanishing Half – Brit Bennett

### Miglior opera letteraria di saggistica
- A Promised Land – Barack Obama
- A Black Women's History of the United States – Daina Ramey Berry & Kali Nicole Gross
- Driving While Black – Gretchen Sorin
- Long Time Coming: Reckoning with Race in America – Michael Eric Dyson
- We're Better Than This – Elijah Cummings

### Miglior opera prima
- We're Better Than This – Elijah Cummings
- A Knock at Midnight – Brittany Barnett
- Greyboy: Finding Blackness in a White World – Cole Brown
- Lakewood – Megan Giddings
- The Compton Cowboys – Walter Thompson-Hernandez

### Miglior opera letteraria biografica o autobiografica
- The Dead Are Arising – Les Payne & Tamara Payne
- A Promised Land – Barack Obama
- A Most Beautiful Thing: The True Story of America’s First All-Black High School Rowing Team – Arshay Cooper
- Olympic Pride, American Prejudice – Deborah Draper
- Willie: The Game-Changing Story of the NHL’s First Black Player – Willie O'Ree

### Miglior opera letteraria educativa
- Vegetable Kingdom – Bryant Terry
- Do Right by Me: Learning to Raise Black Children in White Space – Valerie Harrison & Kathryn Peach D'Angelo
- Living Lively – Haile Thomas
- The Black Foster Youth Handbook – Ángela Quijada-Banks
- The Woman God Created You to Be: Finding Success Through Faith–Spiritually, Personally, and Professionally – Kimberla Lawson Roby

### Miglior opera letteraria di poesia
- The Age of Phillis – Honorée Jeffers
- Homie – Danez Smith
- Kontemporary Amerikan Poetry – John Murillo
- Seeing the Body – Rachel Eliza Griffiths
- Un-American – Hafizah Geter

### Miglior opera letteraria per bambini
- She Was the First!: The Trailblazing Life of Shirley Chisholm – Katheryn Russell-Brown & Eric Velasquez
- I Promise – LeBron James & Nina Mata
- Just Like a Mama – Alice Faye Duncan & Charnelle Pinkney Barlow
- Kamala Harris: Rooted in Justice – Nikki Grimes & Laura Freeman
- The Secret Garden of George Washington Carver – Gene Barretta & Frank Morrison

### Miglior opera letteraria per adolescenti
- Before the Ever After – Jacqueline Woodson
- Black Brother, Black Brother – Jewell Parker Rhodes
- Dear Justyce – Nic Stone
- Stamped: Racism, Antiracism, and You: A Remix of the National Book Award-winning Stamped from the Beginning – Jason Reynolds & Ibram X. Kendi
- This is Your Time – Ruby Bridges

## Altri premi

### Entertainer dell'anno
- D-Nice
- Viola Davis
- Regina King
- Trevor Noah
- Tyler Perry

### Chairman's Award
- Reverendo James Lawson

### President's Award
- LeBron James

### Hall of Fame Award
- Eddie Murphy

### Social Justice Impact
- Stacey Abrams
- Debbie Allen
- LeBron James
- Tamika Mallory
- April Ryan